# イルムガルト (小惑星)
イルムガルト (591 Irmgard) は小惑星帯に位置する小惑星である。
ハイデルベルクでアウグスト・コプフによって発見された。ドイツ系の女性名が付けられたが、由来は不明である。